# 1049년

## 연호
- 북송(北宋) 황우(皇祐) 원년
- 요(遼) 중희(重熙) 18년
- 일본(日本) 에이쇼(永承) 4년
- 서하(西夏) 연사녕국(延嗣寧國) 원년
- 리 왕조(李朝) 티엔깜타인부(天感聖武) 6년 / 숭흥다이바오(崇興大寶) 원년

## 기년
- 고려(高麗) 문종(文宗) 3년
- 북송(北宋) 인종(仁宗) 27년
- 요(遼) 흥종(興宗) 19년
- 서하(西夏) 의종(毅宗) 원년
- 리 왕조(李朝) 태종(太宗) 22년

## 탄생
- 고려 13대 국왕 선종